# Hans Gerdien
Hans Gerdien (* 13. Mai 1877 in Königsberg i. Pr.; † 1. Februar 1951 in Bremke) war ein deutscher Physiker.

## Leben
Gerdien studierte Physik, Mathematik und Chemie an der Ludwig-Maximilians-Universität München und der Georg-August-Universität Göttingen. Mit einer Doktorarbeit bei Emil Wiechert am Geophysikalischen Institut in Göttingen  wurde er 1903 zum Dr. phil. promoviert. Er war Assistent von Wiechert, befasste sich mit Luftelektrizität, war Gründer des niedersächsischen Vereins für Luftschifffahrt und aktiver Ballonfahrer. Ab 1906 war er in Göttingen bei Eduard Riecke am Institut für Experimentalphysik und ab 1908 bei der Siemens AG in Berlin, wo er den Rest seiner Karriere bis zur Pensionierung 1944 blieb. Er gründete im Jahr 1912 das Forschungslabor von Siemens & Halske und der Siemens-Schuckertwerke und wurde dessen Leiter. 1916 erhielt er in Göttingen den Professorentitel. Er baute das Siemens-Forschungslabor zu einem führenden Industrie-Forschungslabor mit zeitweilig über 200 Mitarbeitern aus.
Hans Gerdien befasste sich mit Wärmeausdehnungs-Messungen und Elektrolyse bei hoher Stromdichte. Er ließ sich 1910 eine Verstärkerröhre patentieren und entwickelte einen nach ihm benannten akustischen Schwinger, eine sehr helle Lichtquelle, den „Gerdienschen Lichtbogen“, einen Kathodenstrahlofen, ein Resonanzrelais, feuerfeste Werkstoffe aus hochgesintertem Aluminiumoxid, die „Sinterkorund-Zündkerze“. Er erkannte die Bedeutung der Magnetostriktion zur Erzeugung  von Ultraschall in Flüssigkeiten.

## Ehrungen
- Ehrenmitglied der Deutschen Physikalischen Gesellschaft (1947)
- Ehrenmitglied der Gesellschaft für Technische Physik